# Copa de Brasil 2002
La Copa de Brasil 2002 fue la décima cuarta edición de la Copa de Brasil, competición nacional organizada por la Confederación Brasileña de Fútbol. Participaron clubes de las primeras divisiones y otros regionales.
El campeón del torneo fue el Corinthians Paulista de la ciudad de São Paulo, después de haber ganado 3-2 en el global al Brasiliense. El máximo goleador de la copa de Brasil 2002 fue Deivid con 13 goles, quien jugaba para el Corinthians.
En el torneo se jugaron 116 partidos y se marcaron 368 goles.

## Competición

### Primera fase
| Coritiba              | 3-5 | Ponte Preta      | 2-1 | 1-4 |
| Remo                  | 5-6 | Náutico          | 2-2 | 3-4 |
| América Mineiro       | 2-4 | Guarani          | 1-2 | 1-2 |
| Americano             | 4-3 | Joinville        | 3-0 | 1-3 |
| Bragantino            | 1-3 | Paraná           | 1-3 | -   |
| Atlético Roraima      | 0-4 | Paysandu         | 0-1 | 0-3 |
| Sampaio Corrêa        | 3-6 | Fluminense       | 2-1 | 1-5 |
| Anapolina             | 1-3 | Juventude        | 1-3 | -   |
| Vasco-AC              | 2-2 | Brasiliense      | 2-1 | 0-1 |
| Juazeiro              | 2-5 | Confiança        | 1-1 | 1-4 |
| Criciúma              | 3-1 | Gama             | 1-0 | 2-1 |
| Palmas                | 2-6 | Portuguesa       | 0-1 | 2-5 |
| Ji-Paraná             | 2-4 | Santos           | 0-0 | 2-4 |
| Botafogo-SP           | 3-8 | Sport Recife     | 1-1 | 2-7 |
| Juventude             | 2-3 | Atlético Mineiro | 2-1 | 0-2 |
| Botafogo-PB           | 1-3 | Figueirense      | 1-2 | -   |
| CENE                  | 0-6 | Vitoria          | 0-0 | 0-6 |
| Rio Negro             | 0-3 | Ceará            | 0-1 | 0-2 |
| Caxias                | 1-3 | Santa Cruz       | 1-3 | -   |
| Alegrense             | 2-2 | Botafogo         | 2-2 | 0-0 |
| Bandeirante           | 1-4 | Cruzeiro         | 1-4 | -   |
| Ríver                 | 1-4 | Corinthians      | 1-2 | 0-2 |
| Palmeiras             | 2-2 | Arapiraquense    | 1-0 | 1-2 |
| São Raimundo          | 1-3 | América de Natal | 1-1 | 0-2 |
| Coríntians de Caicó   | 0-2 | Bahia            | 0-2 | -   |
| Comercial             | 1-3 | Internacional    | 1-1 | 0-2 |
| Independente          | 1-2 | Flamengo-PI      | 1-1 | 0-1 |
| Sergipe               | 2-3 | Vasco da Gama    | 1-1 | 1-2 |
| Vila Nova             | 2-4 | Fortaleza        | 2-4 | -   |
| Londrina              | 6-5 | Goiás            | 4-4 | 2-1 |
| Moto Club             | 1-4 | Alagoano         | 1-2 | 0-2 |
| Treze                 | 2-4 | São Paulo        | 1-0 | 1-4 |
| Estadísticas finales. |     |                  |     |     |

### Segunda fase
| Americano             | 2-6 | Corinthians      | 2-6 | -   |
| Santos                | 3-4 | Internacional    | 3-3 | 0-1 |
| Londrina              | 1-2 | Cruzeiro         | 1-0 | 0-2 |
| Santa Cruz            | 4-5 | Vasco da Gama    | 1-2 | 3-3 |
| Flamengo-PI           | 0-5 | São Paulo        | 0-5 | -   |
| Figueirense           | 6-4 | Vitoria          | 3-1 | 3-3 |
| Paysandu              | 1-4 | Fluminense       | 1-2 | 0-2 |
| Arapiraquense         | 2-5 | Confiança        | 2-1 | 0-4 |
| América de Natal      | 0-4 | Bahia            | 0-1 | 0-3 |
| Criciúma              | 3-3 | Portuguesa       | 3-2 | 0-1 |
| Brasiliense           | 3-2 | Náutico          | 3-2 | 0-0 |
| Paraná                | 3-1 | Guarani          | 2-0 | 1-1 |
| Alagoano              | 3-2 | Ceará            | 0-0 | 3-2 |
| Juventude             | 2-1 | Ponte Preta      | 2-0 | 0-1 |
| Sport Recife          | 2-4 | Atlético Mineiro | 2-1 | 0-3 |
| Fortaleza             | 2-5 | Botafogo         | 1-2 | 1-3 |
| Estadísticas finales. |     |                  |     |     |

### Octavos de final
| Alagoano              | 2-5 | Vasco da Gama | 2-1 | 0-4 |
| Figueirense           | 4-7 | São Paulo     | 3-1 | 1-6 |
| Corinthians           | 5-4 | Cruzeiro      | 2-2 | 3-2 |
| Botafogo              | 2-4 | Paraná        | 1-3 | 1-1 |
| Atlético Mineiro      | 4-3 | Internacional | 2-0 | 2-3 |
| Bahia                 | 5-2 | Portuguesa    | 3-0 | 2-2 |
| Confiança             | 1-4 | Brasiliense   | 0-0 | 1-4 |
| Juventude             | 2-3 | Fluminense    | 1-1 | 1-2 |
| Estadísticas finales. |     |               |     |     |

### Cuartos de final
| Fluminense            | 0-2 | Brasiliense      | 0-1 | 0-1 |
| Bahia                 | 5-5 | Atlético Mineiro | 1-2 | 4-3 |
| São Paulo             | 4-1 | Vasco da Gama    | 0-1 | 4-0 |
| Paraná                | 2-3 | Corinthians      | 1-3 | 1-0 |
| Estadísticas finales. |     |                  |     |     |

### Semifinal
| Brasiliense           | 5-1 | Atlético Mineiro | 3-0 | 2-1 |
| São Paulo             | 2-3 | Corinthians      | 0-2 | 2-1 |
| Estadísticas finales. |     |                  |     |     |

### Final
| Brasiliense           | 2-3 | Corinthians | 1-2 | 1-1 |
| Estadísticas finales. |     |             |     |     |